# Граф Кимберли

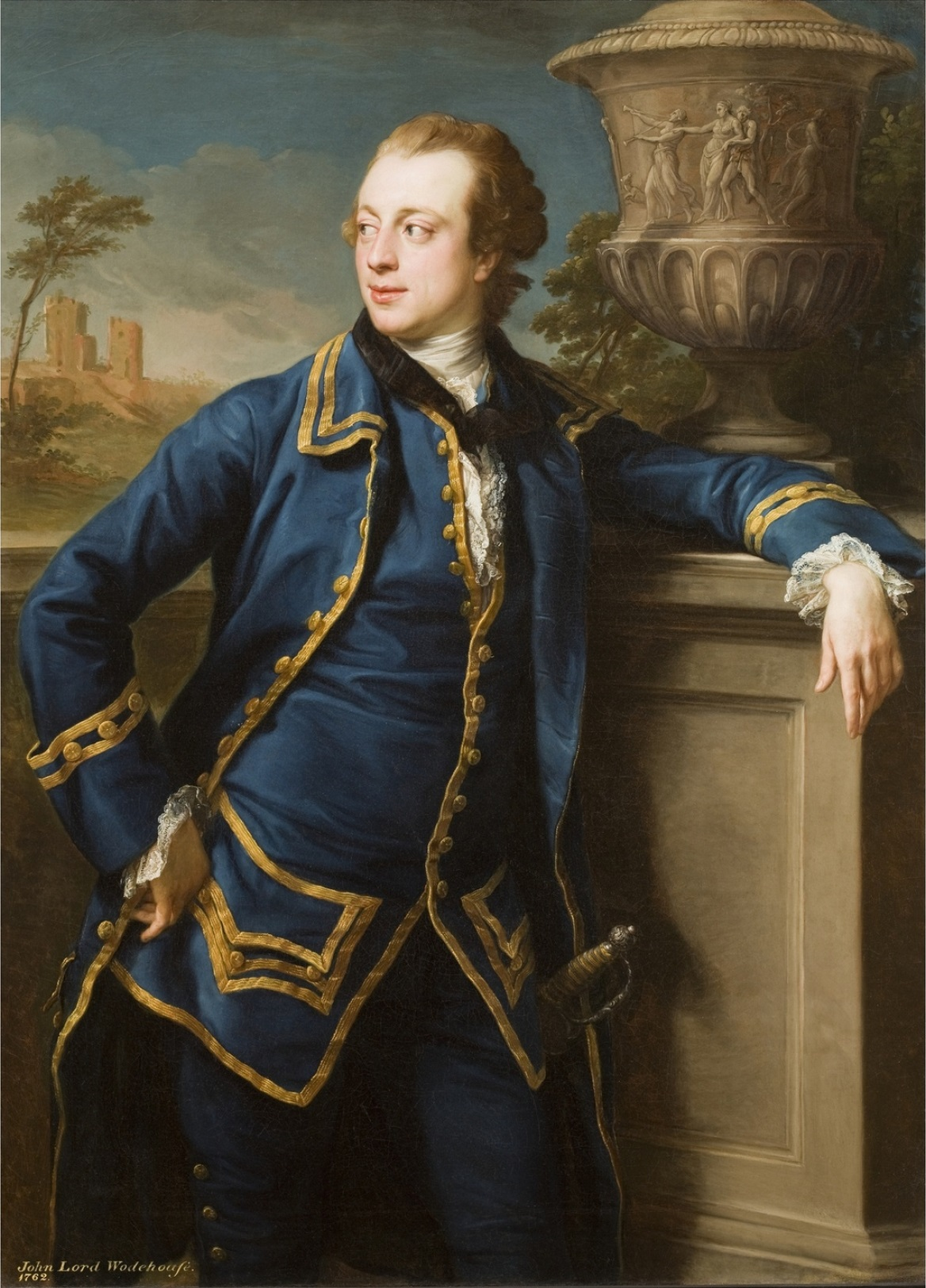
Джон Вудхауз, 1-й барон Вудхауз (1741—1834)

Граф Кимберли из Кимберли в графстве Норфолк (англ. Earl of Kimberley) — наследственный титул в системе Пэрства Соединённого королевства.

## История
Титул графа Кимберли был создан 1 июня 1866 года для крупного либерального политика Джона Вудхауза, 3-го барона Вудхауза (1826—1902). За свою длительную политическую карьеру он занимал должности лорда-лейтенанта Ирландии (1864—1866), лорда-хранителя Малой печати (1868—1870), государственного секретаря по делам колоний (1870—1874, 1880—1882), канцлера герцогства Ланкастер (1882), государственного секретаря по делам Индии (1882—1885, 1886, 1892—1894), лорда-председателя Совета (1892—1894) и министра иностранных дел Великобритании (1894—1895). Дважды Лорд Кимберли был лидером либеральной партии в Палате лордов (1891—1894, 1896—1902).

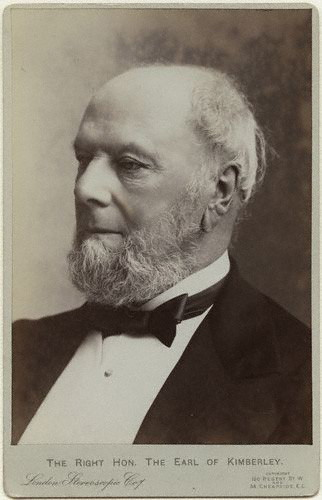
Джон Вудхауз, 1-й граф Кимберли (1826—1902)

Ему наследовал в 1902 году его сын, Джон Вудхауз, 2-й граф Кимберли (1848—1932). Вначале он был членом либеральной партии, как и его отец, позднее присоединился к лейбористской партии, став первым депутатом этой партии в Палате лордов. Его старший сын, Джон Вудхауз, 3-й граф Кимберли (1883—1941), был депутатом Палаты общин от Среднего Норфолка (1906—1910).
По состоянию на 2010 год, обладателем графского титула являлся его внук, Джон Армин Вудхауз, 5-й граф Кимберли (род. 1951), который наследовал своему отцу в 2002 году.
Титул барона Вудхауза из Кимберли в графстве Норфолк (Пэрство Великобритании) был создан в 1797 году для сэра Джона Вудхауза, 6-го баронета из Вилберхолла (1741—1834). Он ранее представлял Норфолк в Палате общин (1784—1797). Его сын, Джон Вудхауз, 2-й барон Вудхауз (1771—1846), был депутатом Палаты общин от Грэйт-Бедвина (1796—1801, 1801—1802) и Мальборо (1818—1826), а также лордом-лейтенантом графства Норфолк (1821—1846). Ему наследовал его внук, вышеуказанный Джон Вудхауз, 3-й барон Вудхауз (1826—1902; сын достопочтенного Генри Вудхауза), который в 1866 году стал графом Кимберли.
Титул баронета из Вилберхолла в графстве Норфолк (Баронетство Англии) был создан в 1611 году для сэра Филиппа Вудхауза (ум. 1623), депутата Палаты общин от Касла Райзинга (1586—1587). Его сын, сэр Томас Вудхауз (1585—1658), 2-й баронет, был депутатом Палаты общин от Тетфорда (1640—1653). Его внук, сэр Джон Вудхауз, 4-й баронет (1669—1754), был депутатом парламента от Тетфорда (1695—1698, 1701—1702, 1705—1708) и Норфолка (1710—1713). Его сын, Армин Вудхвуз, 5-й баронет (1714—1777), заседал в Палате общин от Норфолка (1737—1768). Его сменил его сын, вышеупомянутый Джон Вудхауз, 6-й баронет, который в 1797 году стал бароном Вудхаузом.

## Другие известные представители семьи Вудхауз
- Сэр Пелам Гренвиль Вудхауз (1881—1975), английский писатель и драматург, третий сын Генри Эрнеста Вудхауза (1845—1929), правнук преподобного Филиппа Вудхауза (1745—1811), второго сына 5-го баронета
- Эдмонд Вудхауз (1784—1855), британский политик, третий сын 5-го баронета; депутат Палаты общин от Норфолка (1817—1830) и Восточного Норфолка (1835—1855)
- Сэр Филипп Вудхауз (1811—1887), колониальный администратор, губернатор Британского Гондураса (1851—1854), Британской Гвианы (1854—1861), Капской колонии (1861—1870) и Бомбея (1872—1877), старший сын предыдущего
- Сэр Эдмонд Вудхауз[англ.] (1835—1914), британский политик, депутат Палаты общин от Бата (1880—1906), сын предыдущего
- Достопочтенный Армин Вудхауз (1860—1901), британский государственный служащий и либеральный политик, младший сын 1-го графа Кимберли; депутат Палаты общин от Сафрон-Уолдена (1900—1901).

## Баронеты Вудхауз из Вилберхолла (1611)
- 1611—1623: сэр Филипп Вудхауз, 1-й баронет (ум. 30 октября 1623), сын сэра Роджера Вудхауза (ум. 1588)
- 1623—1658: сэр Томас Вудхауз, 2-й баронет (ок. 1585 — 18 марта 1658), сын предыдущего
- 1658—1681: сэр Филипп Вудхауз, 3-й баронет (24 июля 1608 — 6 мая 1681), сын предыдущего
  - сэр Томас Вудхауз (ум. 29 апреля 1671), старший сын предыдущего
- 1681—1754: сэр Джон Вудхауз, 4-й баронет (23 марта 1669 — 6 августа 1754), сын предыдущего
- 1754—1777: сэр Армин Вудхауз, 5-й баронет (ок. 1714 — 21 мая 1777), сын предыдущего
- 1777—1834: сэр Джон Вудхауз, 6-й баронет (4 апреля 1741 — 29 мая 1834), старший сын предыдущего, барон Вудхауз с 1797 года.

## Бароны Вудхауз (1797)
- 1797—1834: Джон Вудхауз, 1-й барон Вудхауз (4 апреля 1741 — 29 мая 1834), старший сын сэра Армина Вудхауза, 5-го баронета
- 1834—1846: Джон Вудхауз, 2-й барон Вудхауз (11 января 1770 — 31 мая 1846), старший сын предыдущего
  - Достопочтенный Генри Вудхауз (19 марта 1799 — 29 апреля 1834), старший сын предыдущего
- 1846—1902: Джон Вудхауз, 3-й барон Вудхауз (7 января 1826 — 8 апреля 1902), старший сын предыдущего, граф Кимберли с 1866 года.

## Графы Кимберли (1866)
- 1866—1902: Джон Вудхауз, 1-й граф Кимберли (7 января 1826 — 8 апреля 1902), старший сын 2-го барона Вудхауза
- 1902—1932: Джон Вудхауз, 2-й граф Кимберли (10 декабря 1848 — 7 января 1932), старший сын предыдущего
- 1932—1941: Джон Вудхауз, 3-й граф Кимберли (11 ноября 1883 — 16 апреля 1941), старший сын предыдущего
- 1941—2002: Джон Вудхауз, 4-й граф Кимберли (12 мая 1924 — 26 мая 2002), единственный сын предыдущего
- 2002 — н. в.: Джон Армин Вудхауз, 5-й граф Кимберли (род. 15 января 1951), единственный сын предыдущего от 1-го брака
  - Наследник: Дэвид Саймон Джон Вудхауз, лорд Вудхауз (род. 10 октября 1978), единственный сын предыдущего.